# Smiss myr
Smiss myr är en sjö i Gotlands kommun i Gotland och ingår i Gothemån-Snoderåns kustområde. Sjön har en area på 0,176 kvadratkilometer och ligger 3,5 meter över havet. Sjön avvattnas av ett namnlöst vattendrag som mynnar i Östersjön.Fiskeförbud råder.

## Delavrinningsområde
Smiss myr ingår i det delavrinningsområde (637269-167711) som SMHI kallar för Mynnar i havet. Medelhöjden är 20 meter över havet och ytan är 20,92 kvadratkilometer. Det finns inga delavrinningsområden uppströms utan avrinningsområdet är högsta punkten. Delavrinningsområdets utflöde mynnar i havet. Delavrinningsområdet består mestadels av skog (55 %) och jordbruk (34 %). Avrinningsområdet har 0,17 kvadratkilometer vattenytor vilket ger avrinningsområdet en sjöprocent på 0,8 %.